# Jacobo de Vitry

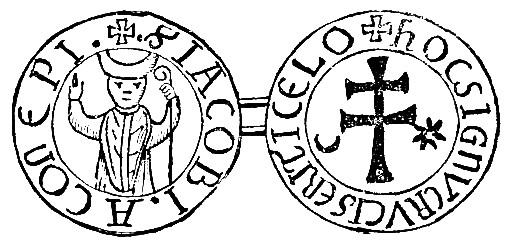
Sello de Jacobo de Vitry

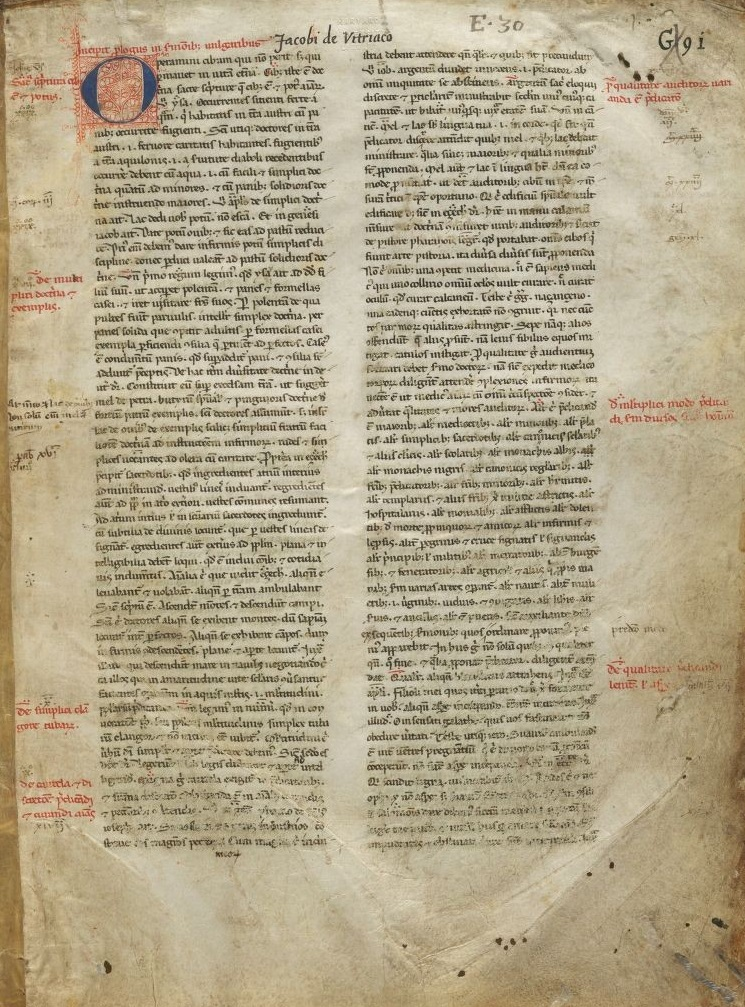
Manuscrito de Sermones Vulgares

Jacobo de Vitry (1160/1170-1240/1244, según las fuentes) fue un teólogo e historiador francés.
Nació cerca de Reims y estudió en la Universidad de París, llegando a ser en 1210 canónigo en la iglesia de San Nicolás de Oignies.
Desde 1211 hasta 1213 predicó la Cruzada Albigense por Francia y Alemania acompañado de Guillermo, Archidiácono de París, y consiguió reclutar para su causa a muchos cruzados. Es una de las principales fuentes para entender los acontecimientos de la Quinta Cruzada.
En 1214 participó en el asedio de Tolosa.
En 1216 fue nombrado obispo de Acre y estuvo muy involucrado en la Quinta Cruzada, llegando incluso a participar en el asedio de Damieta desde 1218 a 1220. En 1219 comenzó a escribir la Historia Hierosolymitana, la historia de Tierra Santa desde la llegada del Islam, pasando por todas las cruzadas, hasta su propio día, pero solo logró acabar dos partes del libro.
En 1225 regresó a Europa. En 1228, después de su dimisión en la sede episcopal de Acre, fue nombrado Cardenal Obispo de Tusculum (Frascati) y continuó predicando contra los albigenses.
Alrededor de 1239 fue nombrado Patriarca de Jerusalén, pero dimitió poco tiempo después porque el Papa Gregorio IX se negó a confirmar su elección. Se convirtió en Decano del Colegio Cardenalicio en enero de 1240 (o en septiembre de 1237).
Murió en Roma el 1 de mayo de 1240 o el 30 de abril de 1244.
En su Historia se incluyen cientos de sermones, y cartas al Papa Honorio III. También escribió sobre la inmoral vida de los estudiantes de la Universidad de París.